# Social Blade
Social Blade (auch SocialBlade geschrieben) ist eine amerikanische Website, die Statistiken und Analysen von Sozialen Medien bereitstellt. Social Blade verfolgt vor allem die YouTube-Plattform, hat aber auch analytische Informationen über Twitch, Facebook, Instagram, X, TikTok, Trovo, Dailymotion, Mixer, DLive und StoryFire. Social Blade fungiert als Drittanbieter-API, die ihren Nutzern aggregierte Daten von diesen verschiedenen Social-Media-Plattformen zur Verfügung stellt. Jason Urgo ist der CEO von Social Blade.

## Geschichte
Jason Urgo, der CEO von Social Blade, startete die Website im Februar 2008, um Statistiken für die Website Digg zu erfassen. Im Jahre 2010 wechselte die Website auf Erfassen von YouTube-Statistiken auf welches noch weitere Statistiken von anderen Sozialen Medien wie die Streamingplattform Twitch (2013), Instagram (2014) und Twitter (2016) folgten. Im Oktober 2012 wurde Social Blade eine LLC. Zwei Jahre darauf startete "Social Blade Beratungs- und Kanalmanagementdienste".
Seinen populärsten Livestream, der den Abonnentenunterschied zwischen T-Series und PewDiePie in einem Online-Wettbewerb zeigte, startete Social Blade im Oktober 2018. Im April 2019 hatte der Stream regelmäßig 900 Zuschauer und führte zu einem großen Anstieg der Abonnentenzahl von Social Blade. Für Aufmerksamkeit sorgte 2019 ein Aprilscherz, bei dem den Nutzern erlaubt wurde, die Abonnentenzahlen und Ränge auf beliebig hohe Zahlen zu ändern.
Social Blades Website hat nach eigenen Angaben 7 Millionen Besucher.

## Datenerfassung und weitere Funktionen
In den häufig gestellten Fragen (FAQ) schreibt Social Blade, dass sie ihre Daten aus der YouTube API erfassen und dass diese auch auf den öffentlichen YouTube-Kanalseiten zu sehen sind, Social Blade diese Daten nur über mehrere Tage hinweg untersucht und in einem für die Nutzer nützlichen Anzeigeformat zusammenfasst.
Der Arbeitsschwerpunkt von Social Blade liegt somit in der Sammlung und Kompilierung von YouTube-Daten, die von der Plattform visuell ansprechend und leicht verständlich aufbereitet und den Nutzern kostenlos zugänglich gemacht wurde. So können Nutzer beispielsweise Top-Listen mit den aufruf- und abonnementstärksten YouTube-Kanälen bestimmter Themenbereiche und Länder abrufen. Darüber hinaus bietet Social Blade genaue Informationen zu einem bestimmten Kanal, nachdem ein Nutzer die URL oder ID eines Kanals in die Suchleiste eingegeben hat.
Die gewünschte Kanal-Seite liefert wichtige Daten wie Anzahl der Uploads, Abonnenten und Videoaufrufe sowie den Kanal-Typ, das Herkunftsland und das Erstellungsdatum. Zudem können Nutzer sehen, wie sich Abonnements und Videoanrufe in den letzten 30 Tagen entwickelt haben. Social Blade liefert darüber hinaus Prognosen zu Abonnement und Videoanrufen sowie Aktualisierungen der Abonnentenzahlen in Echtzeit (Real Time YouTube Subscriber Count).
Social Blade arbeitet mit Content-Erstellern und YouTube-Multi-Channel-Netzwerken (MCNs) zusammen, um Erstellern zu helfen, neue Partnerschaften zu schließen.

## Anerkennung

### Social-Media-Plattformen
Im Dezember 2016 schrieb YouTube auf Twitter, dass Drittanbieter-Apps wie Social Blade keine genauen Angaben der YouTube-Abonnentenzahl wiedergeben. Social Blade antwortete auf diesen Tweet, in dem sie die Vorwürfe zurückwiesen: Social Blade beziehe sich auf die YouTube API und habe deshalb dieselben Informationen wie YouTube selbst. Social Blades Community-Manager Danny Fratella schlug vor, dass die Ersteller von YouTube-Inhalten die Bereinigung der Abonnenten- und Zuschauerzahlen aufgrund der besseren Zugänglichkeit von Daten-Tracking-Tools wie Social Blade stärker bemerken könnten.

### Medienkanäle
Die Daten und Analysen von Social Blade wurden sowohl von Mainstream-Nachrichtenmedien (wie Money, NBC und HuffPost) als auch von Medien, die sich auf die Internetkultur konzentrieren (wie Kotaku, Polygon und Tubefilter), zitiert.
Neben der Verwendung von Abonnenten- oder Follower-Statistiken, die von Social Blade gemeldet werden, zitieren Medien auch Social Blade in Bezug auf den geschätzten Verdienst eines Inhaltserstellers oder eines Kontos. So schrieb HuffPost zum Beispiel: „Social Blade schätzt den Verdienst für jeden YouTube-Kanal auf der Grundlage des Geldes, das für je tausend Werbeaufrufe generiert wird. Diese Schätzungen sind nicht exakt. Stattdessen erstellen sie einen Mindest- und Höchstbetrag, den ein Kanal verdienen könnte; in einigen Fällen kann die Spanne riesig sein.“ Jenna Arnold, Support Services Manager bei Social Blade, erklärte, dass „die Spanne riesig ist, weil die CPMs [Kosten pro tausend Aufrufe] SO sehr variieren. Sie können im Durchschnitt zwischen $0,25 und $4,00 liegen“. Urgo hat die Spanne von $0,25 bis $4,00 pro 1.000 Views ebenfalls kommentiert und erklärt, dass „diese Datenpunkte sich von Zeit zu Zeit ändern und keine exakte Wissenschaft sind, aber im Allgemeinen für die meisten Kanäle gelten“.
Bis September 2018 war der Blog von Social Blade dafür bekannt, dass er „kontinuierlich mit Artikeln und Nachrichten aktualisiert wird, die für Content-Ersteller von Interesse sind und ihnen helfen, über sich entwickelnde Trends und Möglichkeiten zur besseren Nutzung von YouTube und anderen Social-Media-Diensten auf dem Laufenden zu bleiben“.